# Gunzenberg (Tittmoning)
Gunzenberg ist ein Stadtteil von Tittmoning im oberbayerischen Landkreis Traunstein. Die Einöde liegt circa vier Kilometer südlich von Tittmoning.

## Baudenkmäler
Siehe: Liste der Baudenkmäler in Tittmoning#Weitere Ortsteile